# Saint-Sigismond (Haute-Savoie)
Saint-Sigismond ist eine französische Gemeinde im Département Haute-Savoie in der Region Auvergne-Rhône-Alpes. Die Gemeinde hat 649 Einwohner (Stand 1. Januar 2022). Die maximale Höhe beträgt 1420 m und ihre minimale Höhe 620 m.

## Bevölkerung
| Einwohner                  | 214 | 220 | 185 | 207 | 319 | 586 | 642 |
| Quellen: Cassini und INSEE |     |     |     |     |     |     |     |